# А-Побра-де-Трівес
А-Побра-де-Трівес (гал. A Pobra de Trives, ісп. Puebla de Trives) — муніципалітет в Іспанії, у складі автономної спільноти Галісія, у провінції Оренсе. Населення — 2549 осіб (2009).
Муніципалітет розташований на відстані близько 370 км на північний захід від Мадрида, 50 км на схід від Оренсе.
Муніципалітет складається з таких паррокій: Барріо, О-Кастро, Котарос, Кова, А-Енкоменда, Мендойя, Навеа, Парейсас, Пена-Фоленче, Пена-Петада, Піньєйро, А-Побра-де-Трівес, Сан-Лоуренсо-де-Трівес, Сан-Мамеде-де-Трівес, Собрадо, Сомоса, Трівес, Віланова, Шункейра.

## Демографія
Динаміка населення (INE ):

## Галерея зображень

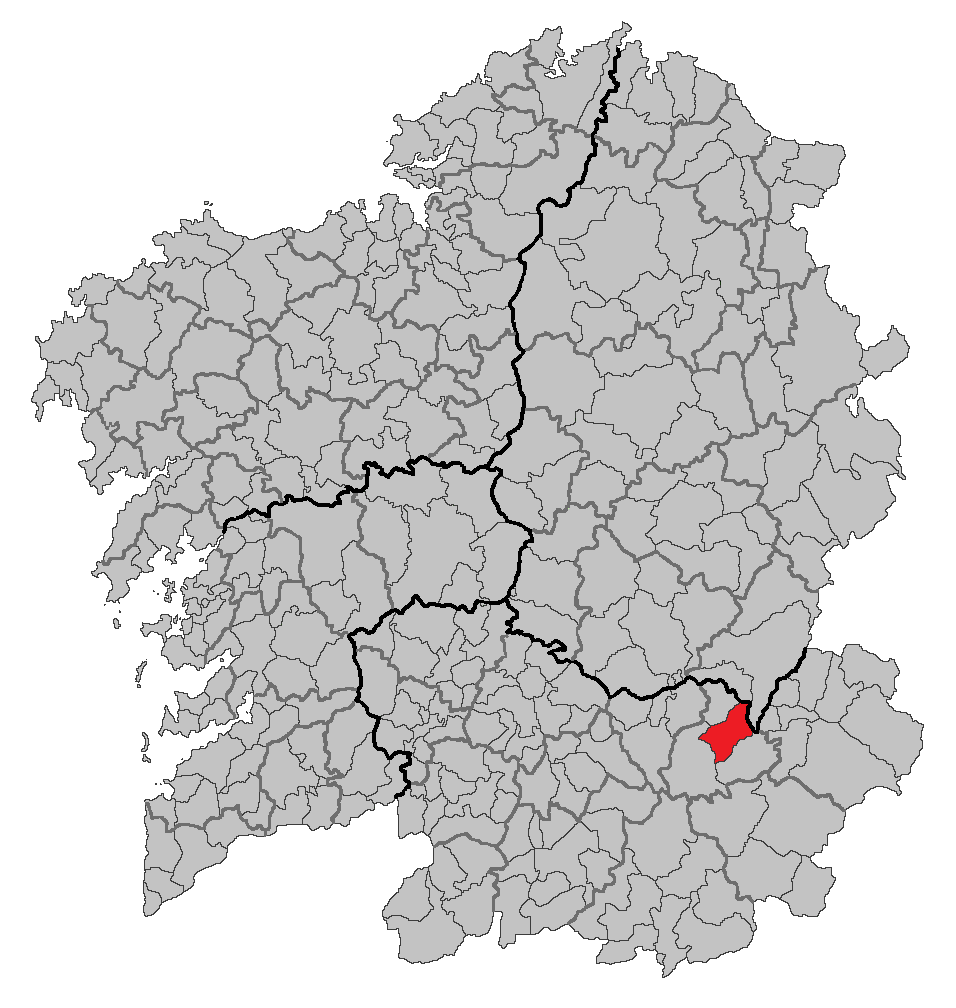
Розташування муніципалітету